# Pin coreean
Pinul coreean (Pinus koraiensis) este o specie de pin originară din Asia de Est: Coreea, nord-estul Chinei, Mongolia, pădurile temperate din Orientul Îndepărtat al Rusiei și centrul Japoniei. În nordul arealului de răspândire, crește la altitudini moderate, de obicei 600 până la 900 de metri, în timp ce mai la sud, de exemplu în Japonia, este un copac de munte, care crește la 2.000 până la 2.600 m.
Exemplarele cultivate pot crește între 9 și 15 m înălțime, în timp ce în habitatul lor nativ și în condițiile de creștere pot ajunge până la 30 m sau chiar 50 m înălțime. Pinul coreean are formă piramidală, exemplarele mai tinere având ramuri ascendente și copacii mai bătrâni având ramuri mai orizontale care ajung la nivelul solului. Scoarța gri sau maronie se desprinde pentru a dezvălui scoarța interioară roșiatică. Alburnul este alb-gălbui, în timp ce duramenul este maro-gălbui deschis sau maro-roșcat deschis.
Semințele acestui pin sunt comestibile și vândute comercial. Este cel mai comun taxon vândut ca sămânță de pin pe piețele din Europa și Statele Unite.

## Galerie

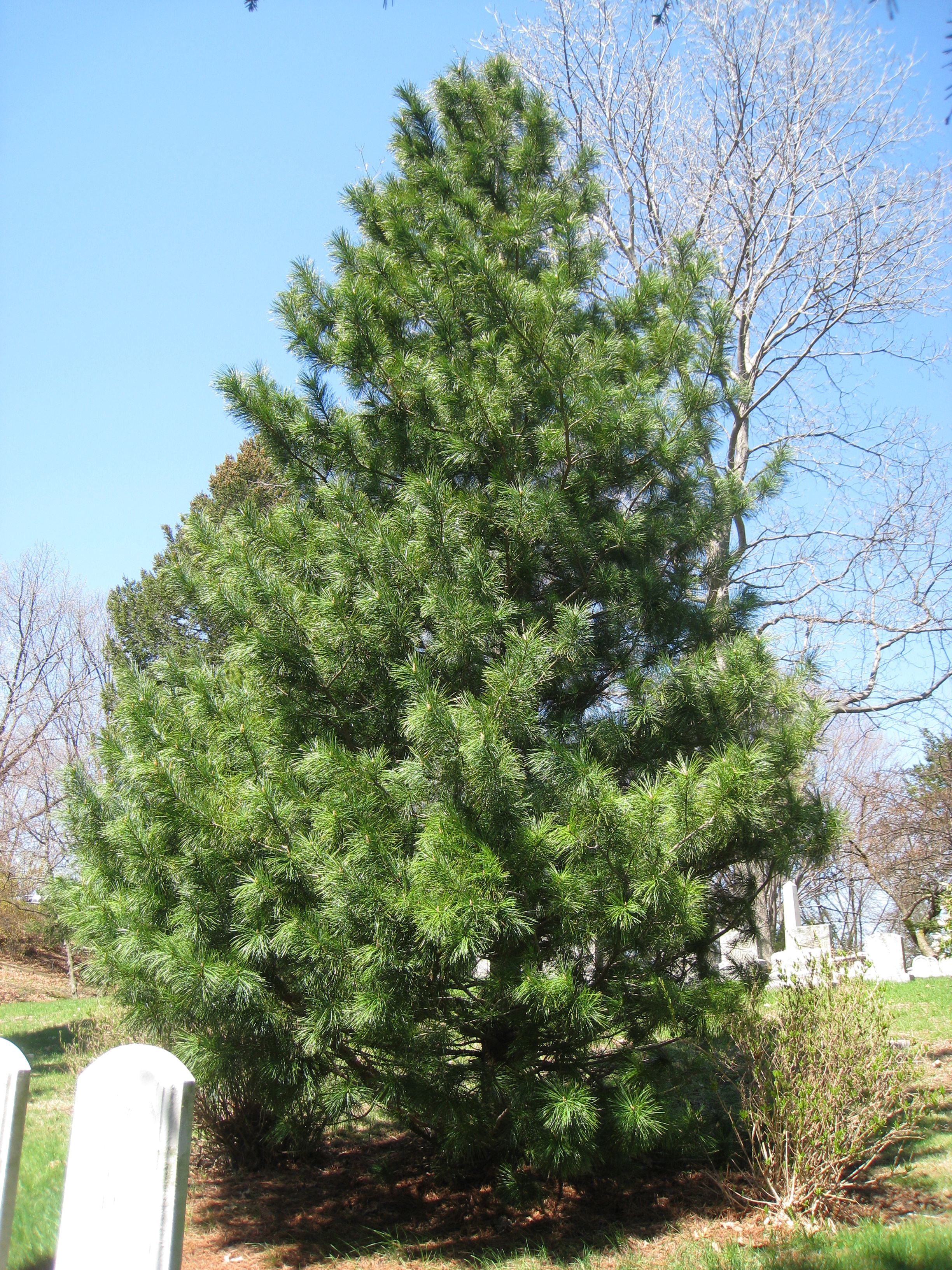
Pinul coreean
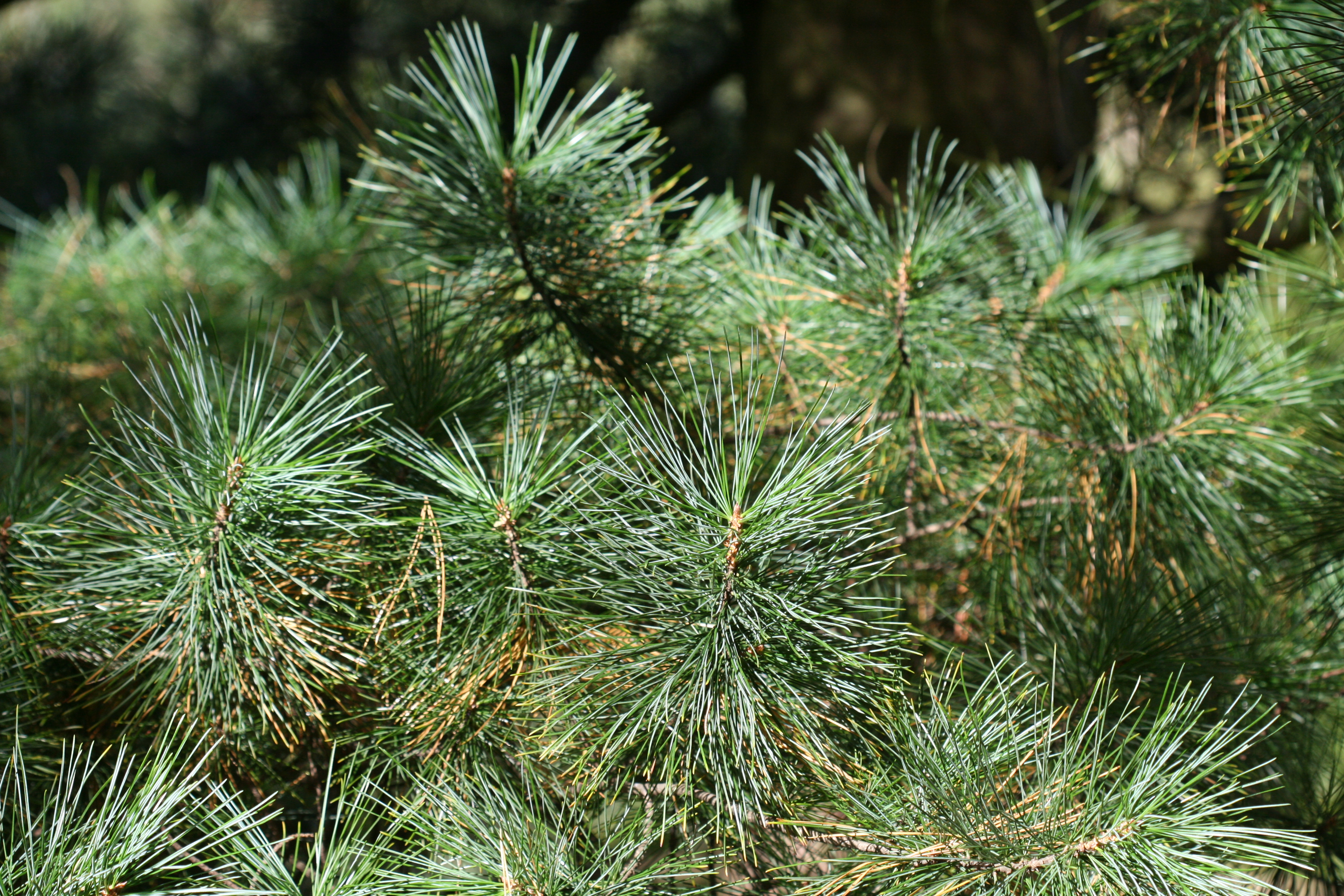
Frunze
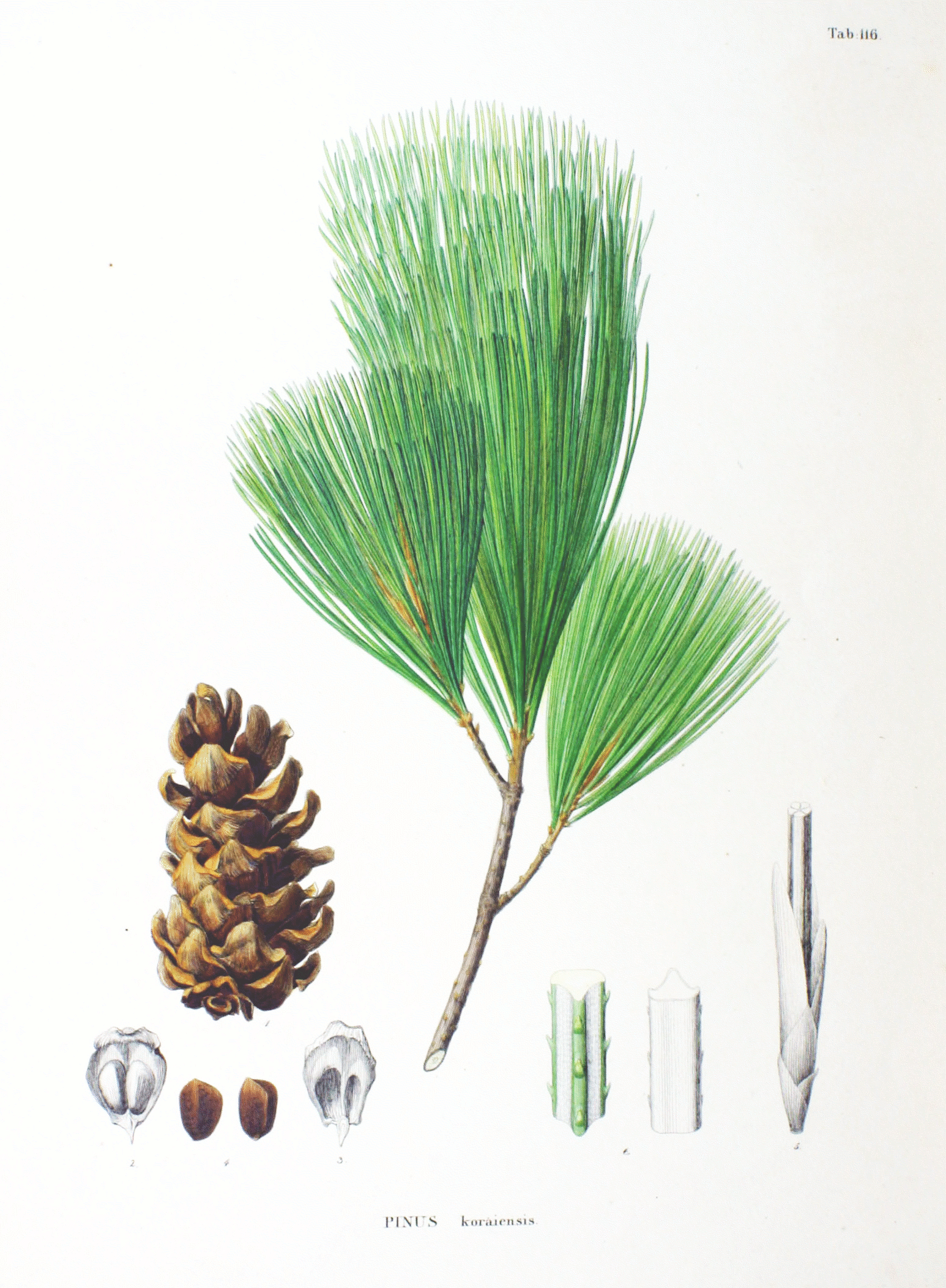
Ilustrație
Pinuri coreene în Seoul, Coreea de Sud